# Marmosa lepida
Marmosa lepida é uma espécie de marsupial da família Didelphidae. Pode ser encontrada na Bolívia, Brasil, Peru, Equador, Colômbia e Suriname; possivelmente também ocorre na Venezuela, Guiana e Guiana Francesa.